# Olaf karácsonyi kalandja
Az Olaf karácsonyi kalandja (eredeti cím: Olaf's Frozen Adventure) 2017-ben bemutatott amerikai 3D-s számítógépes animációs rövidfilm, amelyet Kevin Deters és Stevie Wermers rendezett. A forgatókönyvet Jac Schaeffer írta, a zenéjét Christophe Beck szerezte, a producere Roy Conli volt. A Walt Disney Pictures és a Walt Disney Animation Studios készítette, a Walt Disney Studios Motion Pictures forgalmazta.
Amerikában 2017. november 22-én mutatták be a Coco című egész estés animációs film előtt, amíg Magyarországon 2017. november 23-án, szintén az említett film előtt.

## Szereplők
| Név      | Eredeti hang   | Magyar hang     |
| -------- | -------------- | --------------- |
| Olaf     | Josh Gad       | Seder Gábor     |
| Anna     | Kristen Bell   | Vágó Bernadett  |
| Elza     | Idina Menzel   | Farkasházi Réka |
| Kristoff | Jonathan Groff | Magyar Bálint   |